# ハンバーストーンとサンタ・ラウラの硝石工場群
ハンバーストーンとサンタ・ラウラの硝石工場群は、チリ北部にある硝石（チリ硝石）精錬所群の遺跡である。これらは2005年にユネスコの世界遺産に登録されると同時に、危機遺産にも登録された（危機遺産リストからは2019年に除去）。

## 地理
ハンバーストーンとサンタ・ラウラは、チリ北部のタラパカ地方、アタカマ砂漠にある町イキケ (Iquique) の東方48キロメートルに位置している。
チリのほかの硝石工場群には、チャカブコ（英語: Chacabuco）、マリア・エレナ、ペドロ・デ・バルディビア、プエルマ、アグアス・サンタスなどが含まれる。なかでもチャカブコはピノチェト政権下で強制収容所として使われたという特殊なケースであり、今なお未撤去の地雷が周囲には埋設されたままである。

## 歴史
グイジェルモ・ヴェンデル硝酸塩抽出会社 (The Nitrate Extraction Company Guillermo Wendell) は、1872年に当時ペルー領だったサンタ・ラウラに硝石工場群を建てた。同じ年にジェームズ・トマス・ハンバーストーン (James Thomas Humberstone) は、ペルー硝酸塩会社 (Peru Nitrate Company) を設立して、ラ・パルマに工場群を建てた。どちらの工場群も急成長し、それぞれの一帯はイギリス様式の洒落た建造物群が並ぶ賑やかな町になった。これらの地域で産出された硝石は、化学肥料の硝酸ナトリウムの原料として、南北アメリカ大陸のみならず、ヨーロッパ大陸の土壌を肥沃にすることにも貢献した。一方、ペルー南端とボリビア太平洋岸におけるチリ・イギリス系企業による硝石採掘は、隣接しあうペルー・ボリビア・チリ間の資源争奪の種となり、1879年から1884年にかけて起こった太平洋戦争によりこの一帯はチリ領となった。
ラ・パルマがその地域最大の硝石生産拠点となっていたのに対し、サンタ・ラウラの生産は低調だった。そのため、1902年にはサンタ・ラウラはタマルガル硝酸塩会社 (Tamarugal Nitrate Company) の手に渡った。1913年には一時操業停止に追い込まれたが、シャンクス式抽出法 (Shanks extraction process) が導入されて生産性が向上すると再開した。
しかし、その経済モデルは世界恐慌の時期にあたる1929年に挫折した。フリッツ・ハーバーが考案し、カール・ボッシュが実用化したアンモニア合成（いわゆるハーバー・ボッシュ法）の発展が化学肥料生産につながったのが原因である。実質的に破産した両工場群は1934年にコサタン社 (COSATAN, Compañía Salitrera de Tarapacá y Antofagasta) が買い取った。コサタンは元の設立者の名を記念しラ・パルマを「サンティアゴ・ハンバーストーン事業所」 (Oficina Santiago Humberstone) と改称した。コサタンはハンバーストーンの設備を新しいものにし、競争力のある自然硝石の生産を試みた。それは成功し、1940年には最も成功している硝石工場となった。
しかし、その後急速に衰え、コサタン社は1958年に姿を消し、両工場群は1960年に打ち棄てられた。ゴーストタウンとなっていた2つの町は、1970年に国定史跡となって観光客に公開され、2005年には世界遺産に登録された。

## 登録理由
ハンバーストーンとサンタ・ラウラの硝石工場群は、そこに集まった労働者たちが独自の共同体文化を築いていたことや、産出された硝石が南北アメリカ大陸やヨーロッパの土壌を肥沃にする上で寄与し、同時にチリにとっての重要な収入源となっていたという歴史的な意義などが評価された。

## 危機遺産
主として木造であることに由来する建造物群の脆弱性（カマンチャカという西側から来た湿気による劣化など）や地震の影響、資材の盗難などを理由として、世界遺産登録と同時に危機遺産にも登録された。
2019年に状況の改善を理由に、危機遺産リストからは取り除かれた。

## 風景

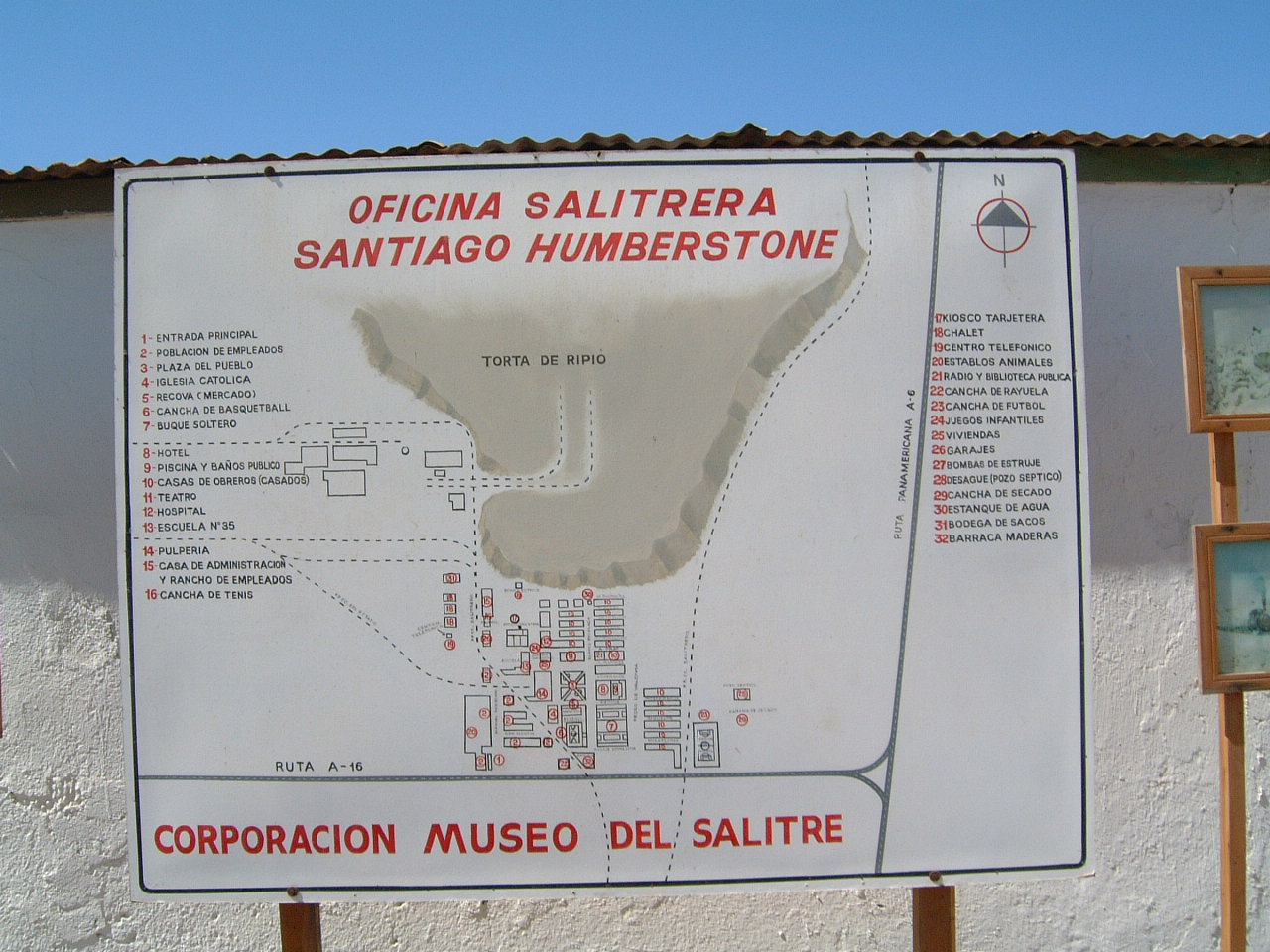
ハンバーストーン入り口
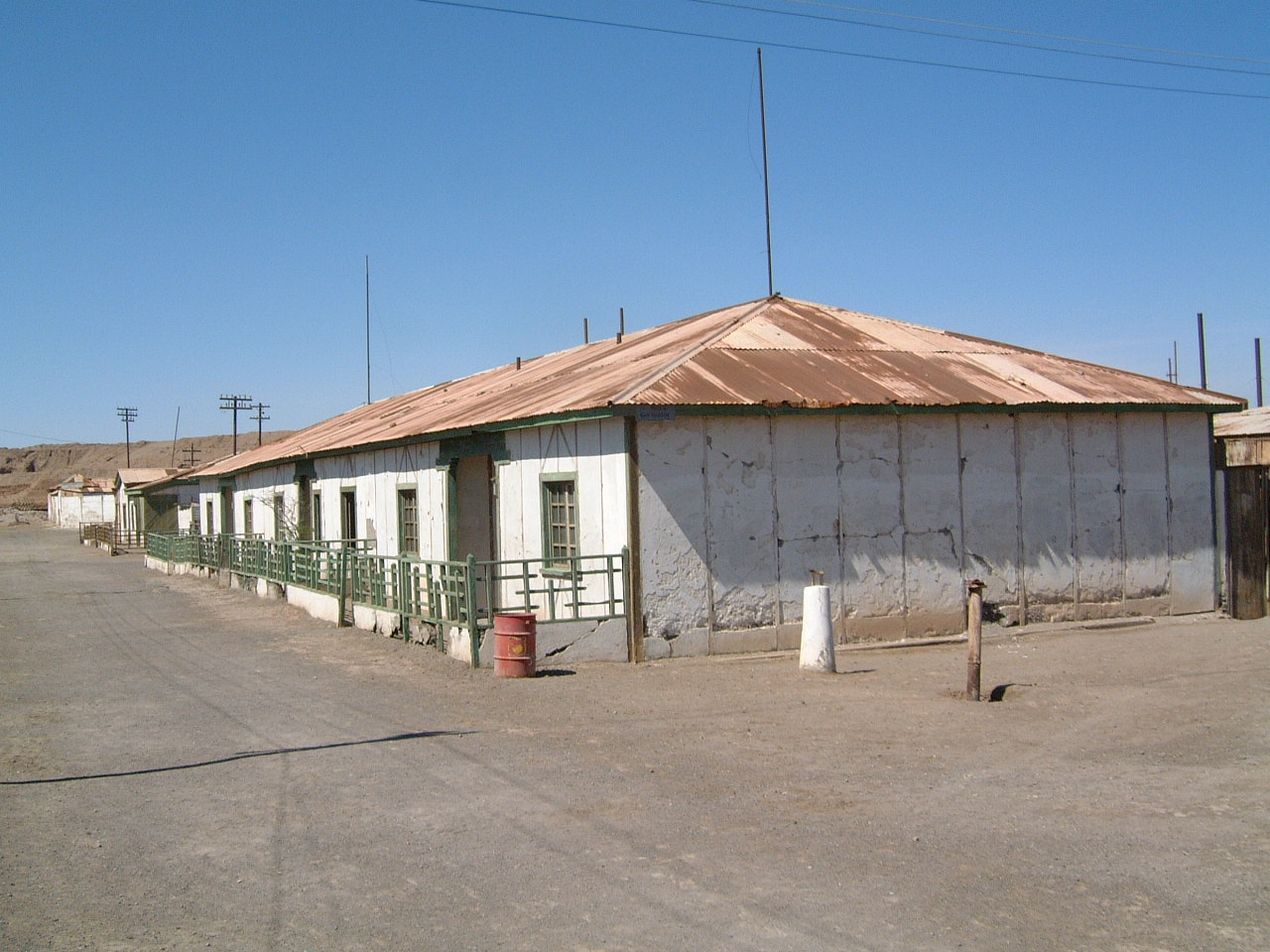
労働者地区
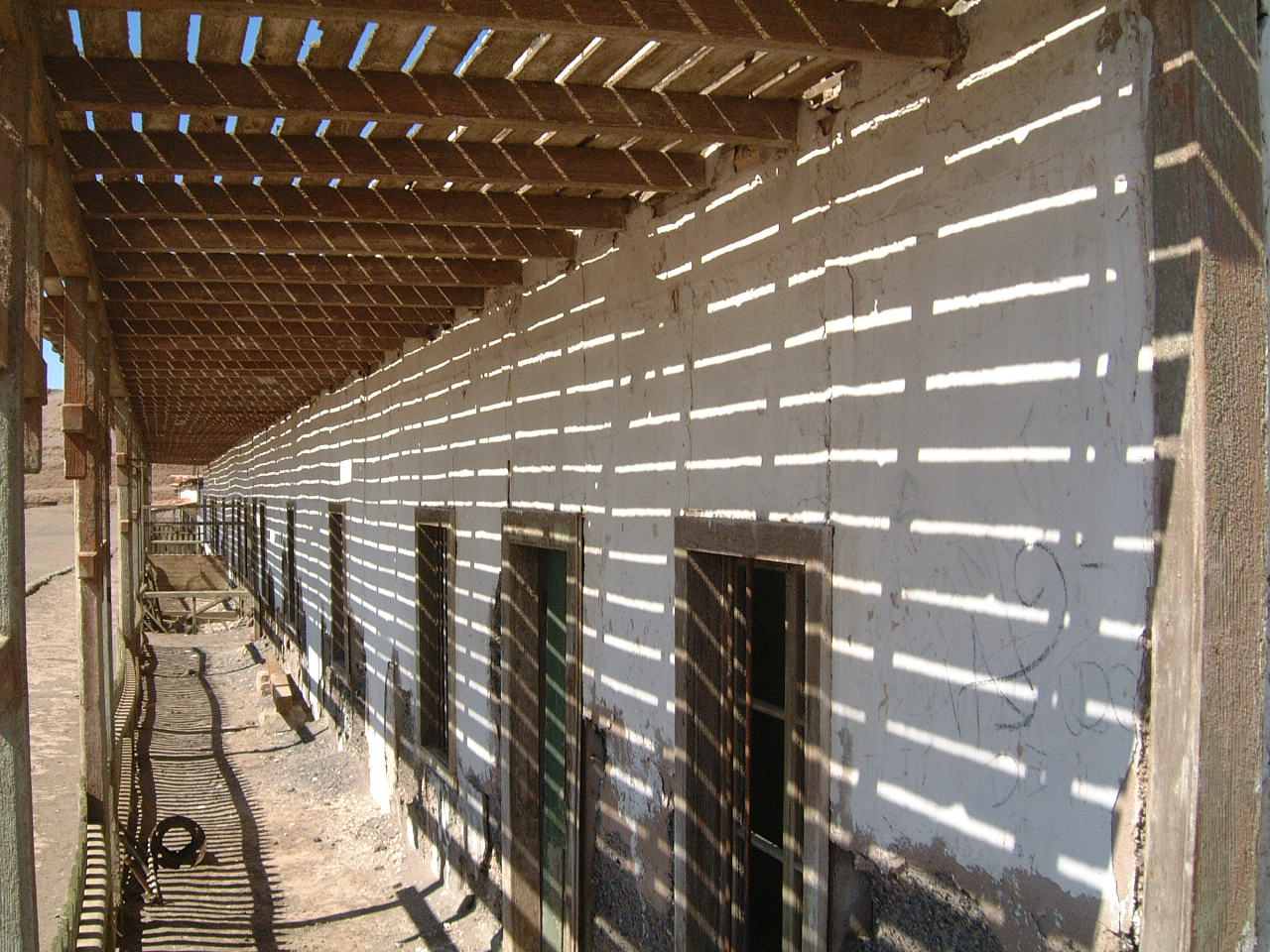
労働者地区
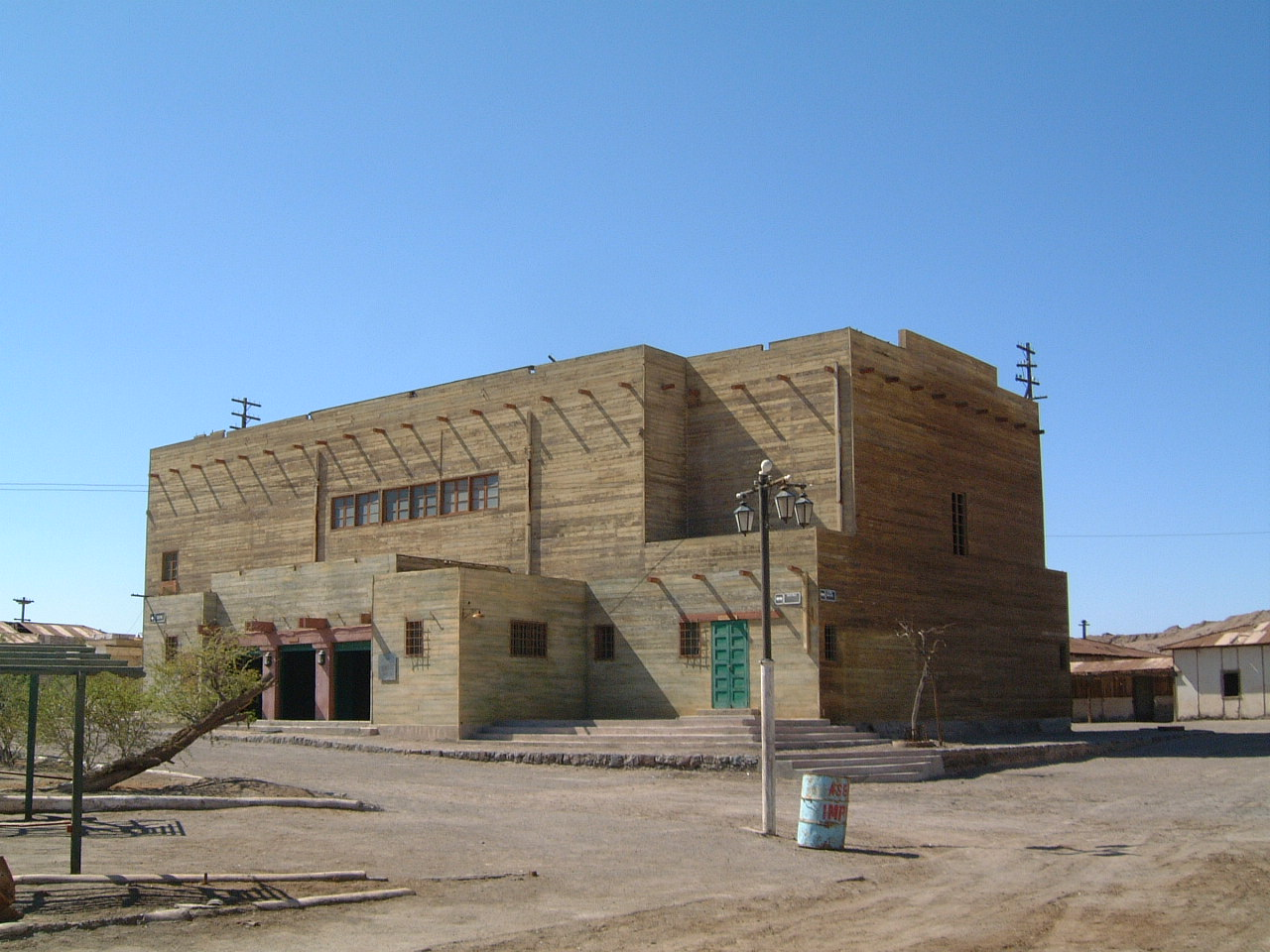
劇場
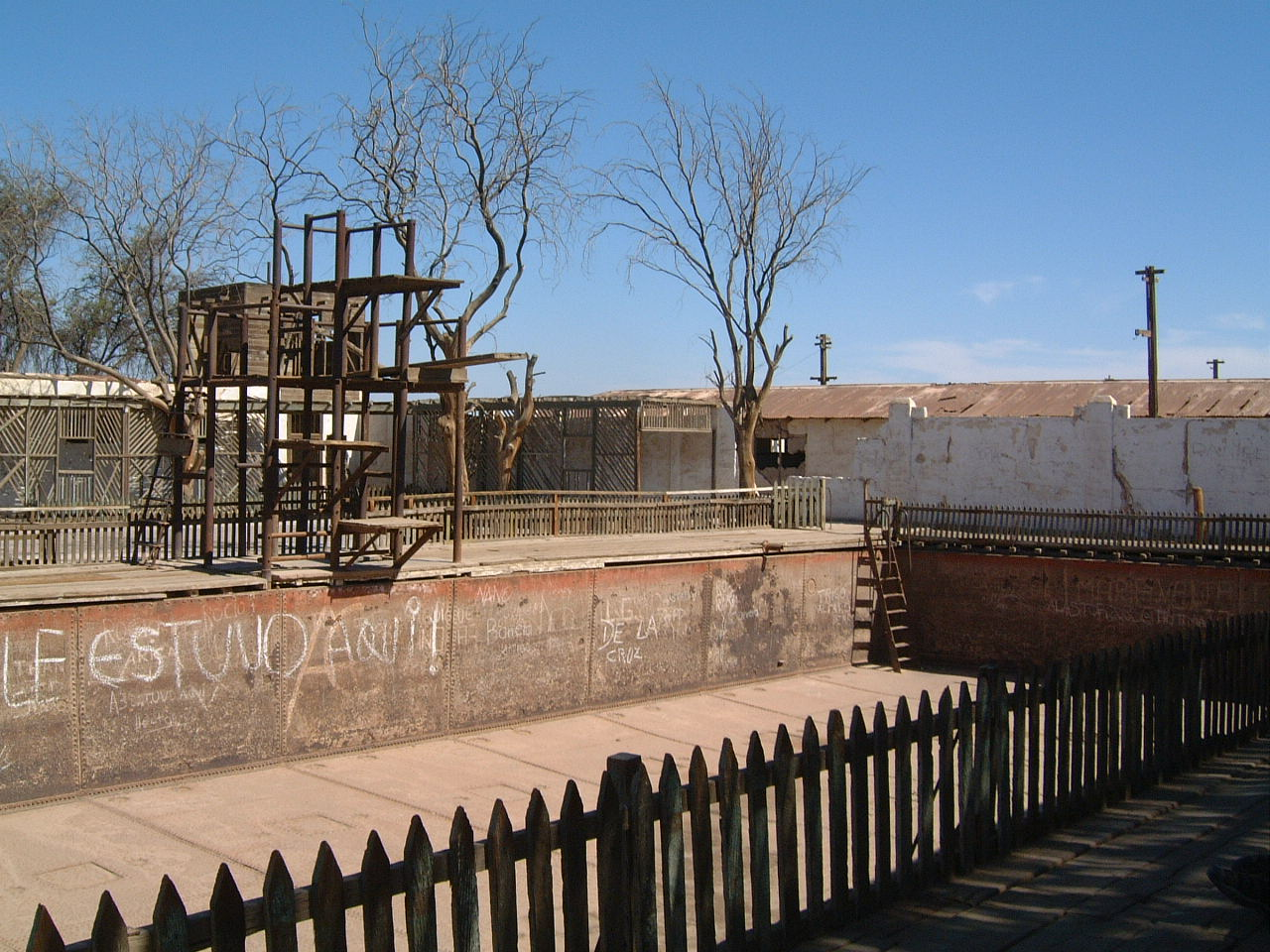
プール
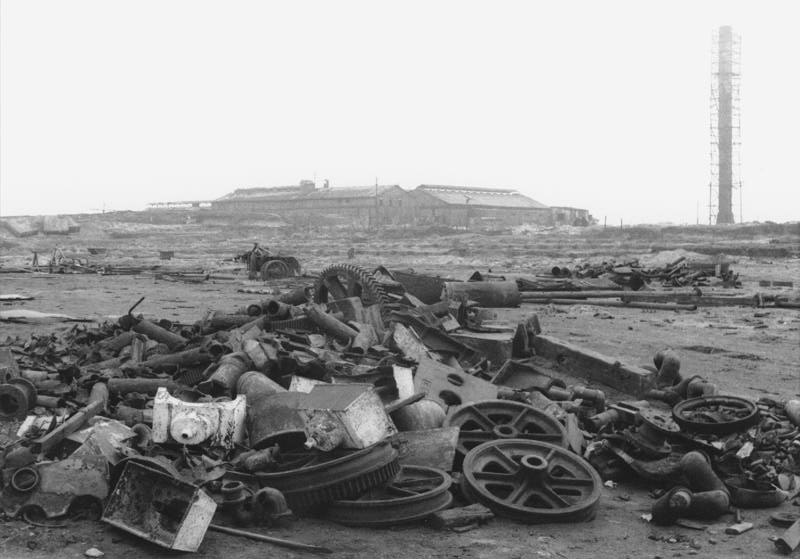
ハンバーストーンの廃墟

## 登録基準
この世界遺産は世界遺産登録基準のうち、以下の条件を満たし、登録された（以下の基準は世界遺産センター公表の登録基準からの翻訳、引用である）。
- (2) ある期間を通じてまたはある文化圏において、建築、技術、記念碑的芸術、都市計画、景観デザインの発展に関し、人類の価値の重要な交流を示すもの。
- (3) 現存するまたは消滅した文化的伝統または文明の、唯一のまたは少なくとも稀な証拠。
- (4) 人類の歴史上重要な時代を例証する建築様式、建築物群、技術の集積または景観の優れた例。